# Kościół Przemienienia Pańskiego w Poświętnem (powiat białostocki)
Kościół Przemienienia Pańskiego w Poświętnem (powiat białostocki) – rzymskokatolicki kościół położony w Poświętnem koło Łap w dekanacie Łapy w diecezji łomżyńskiej.  przy ul. Poświętne 16.

## Historia
- 1486 – pierwsze wzmianki o drewnianym kościele w Poświętnem.
- 1722 – wzniesiono kolejny drewniany kościół.
- 1808 – 16 marca została erygowana parafia pw. Przemienienia Pańskiego.
- 1906-1907 – zbudowano staraniem ks. prob. Józefa Butanowicza obecny murowany kościół pw. Przemienienia Pańskiego.
- 1938 – 3 maja kościół był konsekrowany Biskupa łomżyńskiego Stanisława Łukomskiego.
- 1998-2000 – staraniem ks. prob. Fabiana Piotrowskiego został wykonany remont organów i nowe nagłośnienie w kościele parafialnym (oraz w kościołach filialnych).
- 2009 – 11 marca Wojewódzki Konserwatorów Zabytków podjął decyzję o wpisaniu kościoła parafialnego pw. Przemienienia Pańskiego do rejestru zabytków nieruchomych pod nr rej.: A-226[1]

## Architektura
Kościół Przemienienia Pańskiego jest w stylu neogotyckim, z cegły, nietynkowany, trójnawowy. Kościół ma trzy ołtarze, pochodzące z okresu jego budowy. W ołtarzu głównym znajduje się figura Przemienienia Pańskiego a nad nią figura przedstawiająca Boga Ojca i kulę ziemską. W lewym, bocznym ołtarzu jest obraz Matki Boskiej Częstochowskiej a w prawym – św. Antoniego Padewskiego.
Wymiary kościoła:
- długość: 51 m
- szerokość: 28 m
- wysokość do sklepienia: 16 m
- wysokość wieży: 51 m[3]